# Ołeksandr Fedenko
Ołeksandr Ołeksandrowycz Fedenko (ukr. Олександр Олександрович Феденко, ur. 20 grudnia 1970 w Kijowie) – ukraiński kolarz torowy i szosowy, wicemistrz olimpijski oraz trzykrotny medalista torowych mistrzostw świata.

## Kariera
Pierwszy sukces w karierze Ołeksandr Fedenko osiągnął w 1995 roku, kiedy zwyciężył w klasyfikacji generalnej szosowego wyścigu Kroz Srbiju. Rok później zajął siódme miejsce w drużynowym wyścigu na dochodzenie podczas igrzysk olimpijskich w Atlancie w 1996 roku, a na mistrzostwach świata w Perth w 1997 roku wspólnie z Serhijem Matwiejewem, Ołeksandrem Symonenko i Ołeksandrem Kłymenko zdobył srebrny medal w tej samej konkurencji. Na rozgrywanych w 1998 roku mistrzostwach świata w Bordeaux Ukraińcy w składzie: Symonenko, Matwiejew, Fedenko i Rusłan Pithornij byli najlepsi. Na igrzyskach olimpijskich w Sydney w 2000 roku Fedenko z pomocą Symonenki, Matwiejewa i Serhija Czerniawśkiego zdobył srebrny medal olimpijski, a rok później reprezentanci Ukrainy w tym składzie zwyciężyli na mistrzostwach świata w Antwerpii. Na igrzyskach w Sydney Ołeksandr zajął także dziewiąte miejsce w madisonie, a rywalizację w szosowym wyścigu ze startu wspólnego ukończył na 42. pozycji.